# Schmuckdose

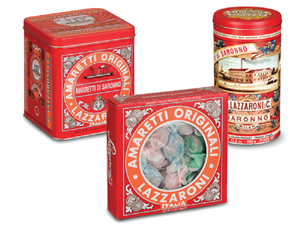
Schmuckdosen für Biscuits

Als Schmuckdose bezeichnet man industriell erzeugte Schmuckverpackungen in Form einer Dose. Schmuckdosen sind zu unterscheiden von Schmuckkästchen, Schmucketuis oder Dosen zur Aufbewahrung von Schmuck.
Schmuckdosen werden hauptsächlich für Genussmittel wie Spirituosen, Sekt/Champagner, Weine, Pralinen und für Parfüms verwendet. Sie sind beidseitig mit Weißblech- oder geprägten Metalldeckeln und -böden verschlossen. Da die Dosen aus verschiedenen zusammengefügten Materialien hergestellt werden, zählen sie zu den Kombinationsverpackungen. Für eine edle Erscheinung sorgen vor allem die Etiketten, die je nach Anwendungszweck mit Spezialeffekten wie Heißfolien- und Blindprägung, Bronzierung oder UV-Lackierung versehen werden können. Eine weitere technische Raffinesse mancher Schmuckdosen sind thermogeformte Innenkerne, die in den unteren Dosenkörper eingebördelt werden.
Der Gesamtmarkt der Schmuckdosen in Deutschland hat sich in den Jahren 1990 bis 2000 nahezu verdoppelt. Der Verband der Metallverpackungen (VMV), Düsseldorf, begründete dies mit dem positiven Zweitnutzen für den Verbraucher. In den letzten Jahren bestand jedoch eine Tendenz zur Herstellung in China. Auf der Internationalen Fachmesse für Verpackungsmaschinen, Packmittel und Süßwarenmaschinen (Interpack) präsentieren Hersteller von Schmuckdosen neue Kreationen.